# Monika Zuchniak-Pazdan
Monika Aleksandra Zuchniak-Pazdan (ur. 1 lipca 1974 w Nowym Sączu) – polska urzędniczka i dyplomatka, Konsul Generalna RP w Warnie (2006–2008), Ambasador RP w Albanii (2021–2024).

## Życiorys
Absolwentka Zespołu Szkół Społecznych „Splot” w Nowym Sączu (1993), zarządzania i marketingu (1999) oraz stosunków Międzynarodowych i dyplomacji (2001) w Wyższej Szkole Biznesu – National-Louis University w Nowym Sączu.
Zawodowo związana z administracją publiczną. W 2000 odbyła staż, a następnie rozpoczęła pracę w Kancelarii Prezesa Rady Ministrów. W 2002 przeszła do Departamentu Współpracy Międzynarodowej Ministerstwa Kultury. Później wróciła do Nowego Sącza, by wykładać na macierzystej uczelni. W 2006 rozpoczęła pracę w Kancelarii Sejmu. Później przeszła do Ministerstwa Spraw Zagranicznych jako zastępczyni dyrektora Departamentu Promocji. W 2006 została Konsul Generalną RP w Warnie. Kadencję zakończyła w 2008, zamykając placówkę. Dalej pracowała jako kierowniczka referatów konsularnych kolejno w: Ottawie, Tallinie, Bejrucie, Rydze i Wilnie. W 2017 powróciła do pracy w Departamencie Konsularnym MSZ. W 2018 została, najpierw pełniącą obowiązki, a następnie dyrektorką Biura Dyrektora Generalnego MSZ. 7 października 2020 Komisja Spraw Zagranicznych Sejmu RP pozytywnie zaopiniowała jej kandydaturę na stanowisko Ambasadora RP w Albanii, miesiąc później otrzymała nominację Prezydenta. Stanowisko objęła 1 kwietnia 2021. Misję zakończyła w sierpniu 2024.
Od 2003 do 2006 sekretarz Rady Nadzorczej Sądeckiej Agencji Rozwoju Regionalnego S.A.
W 2019 „za zasługi w służbie zagranicznej, za osiągnięcia w podejmowanej z pożytkiem dla kraju działalności zawodowej i dyplomatycznej” została odznaczona Srebrnym Krzyżem Zasługi.

## Życie prywatne
Wdowa, ma jedną córkę.